# Edoardo Vianello

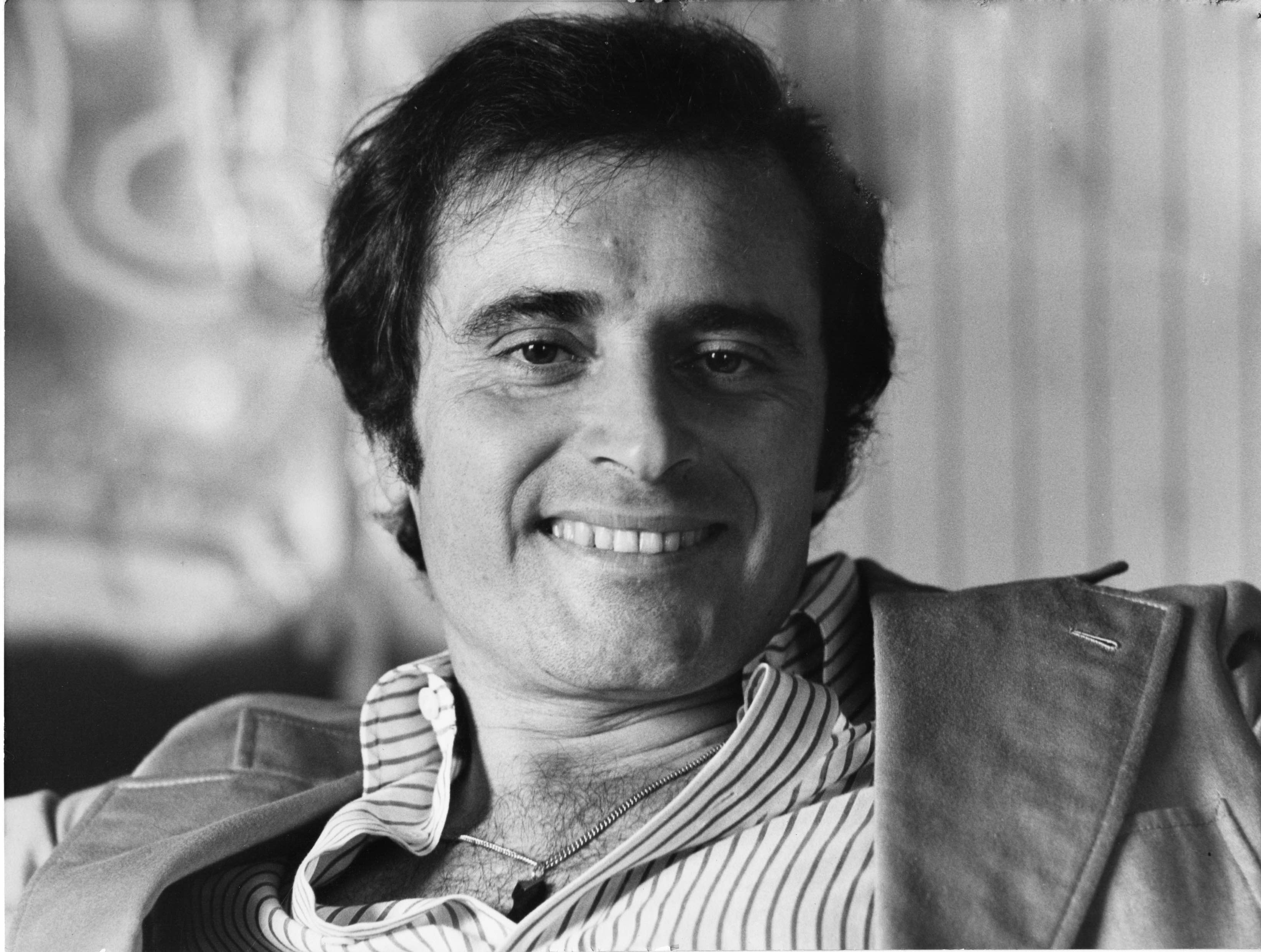
Edoardo Vianello (2008)

Edoardo Vianello (* 24. Juni 1938 in Rom) ist ein italienischer Cantautore, Musikproduzent und Schauspieler.

## Karriere
Vianello kam früh mit Musik in Berührung und spielte als Kind Akkordeon. Später trat er als Gitarrist mit verschiedenen Gruppen in Rom auf. 1956 hatte er seinen ersten Auftritt als Sänger. Im Anschluss erhielt er erste Engagements als Sänger und Schauspieler im Theater. Nach einem Zusammentreffen mit Teddy Reno tat er sich mit dem Liedtexter Carlo Rossi zusammen und schrieb einige Lieder, die ihm einen Plattenvertrag bei RCA einbrachten. Dort debütierte er 1959 mit seiner ersten Single Ma guardatela.
Nach weiteren Veröffentlichungen arbeitete Vianello 1960 für die Single Siamo due esquimesi erstmals mit der Beatband Flippers (deren Mitglied damals auch Lucio Dalla war) zusammen. Die Flippers wurden eine von Vianellos festen Begleitbands. Mit dem Lied Che freddo! nahm Vianello am Sanremo-Festival 1961 teil. Ihm war kein großer Erfolg beschieden, aber seine Bekanntheit in Italien nahm deutlich zu. So gelang ihm wenig später mit dem in einer Fernsehshow mit Don Lurio und den Kessler-Zwillingen präsentierten Lied Il capello ein erster Hit.
Mit seinem typischen Stil, in dem er unter anderem auf Twist, Surf, Hully Gully und Cha-Cha-Cha zurückgriff, gelangen Vianello Anfang der 1960er-Jahre mehrere Hits, die zu Evergreens der italienischen populären Musik wurden. Meist arbeitete er mit den Flippers zusammen, die Arrangements stammten von Ennio Morricone. 1962 waren beide Seiten der Single Pinne fucile ed occhiali / Guarda come dondolo große Erfolge, 1963 folgten Abbronzatissima und I Watussi. Noch im Jahr des Erscheinens wurde Guarda come dondolo zum musikalischen Leitmotiv in Dino Risis Tragikomödie Il sorpasso (Verliebt in scharfe Kurven). Mit dem eher getragenen Lied O mio signore gelang Vianello, in Zusammenarbeit mit Mogol, 1963 zudem ein Nummer-eins-Hit. 
Viele seiner Lieder konnte der Sänger in jenen Jahren auch in Musicarelli, populären Musikkomödien im Kino, präsentieren, worin er auch als Schauspieler in Erscheinung trat. Nach den erfolgreichen Singles Tremarella und Le tue nozze (1964) folgten noch einige kleinere Hits wie Hully gully in dieci (1964) oder Il peperone (1965). Daneben schrieb und produzierte Vianello Lieder für andere Musiker. Beim Sanremo-Festival 1966 präsentierte er Parlami di te, 1967 kehrte er mit Nasce una vita nach Sanremo zurück. Beide Lieder blieben weitgehend unbeachtet, außerdem war der Sänger 1966 in einen schweren Autounfall verwickelt. 1967 heiratete er die Sängerin Wilma Goich.
Zusammen mit seiner Frau und Franco Califano gründete Vianello 1969 das Musiklabel Apollo, das Stars wie Ricchi e Poveri, Amedeo Minghi und Renato Zero lancieren sollte. In den 1970er-Jahren traten Vianello und Wilma Goich als Vianella im Duo auf und nahmen mehrere erfolgreiche Alben im römischen Dialekt auf, beginnend 1972 mit Semo gente de borgata. Das Duo nahm auch erfolgreich an Wettbewerben wie Un disco per l’estate und Canzonissima teil. Nach der Trennung von Vianello und Goich löste sich auch das Duo Anfang der 1980er-Jahre auf.
Der Film Gelati und Amore, in dem Vianello wieder sich selbst spielte, belebte 1982 seine Solokarriere. In den folgenden Jahrzehnten veröffentlichte er weiter Musik und war Dauergast in diversen italienischen Fernsehsendungen. 1991 gewann er einen Telegatto. Im Jahr 2014 nahm er im Rahmen einer temporären Reunion ein neues Album mit Wilma Goich auf.

## Diskografie (Auswahl)

### Alben
| Jahr | Titel                 | Höchstplatzierung, Gesamtwochen, AuszeichnungChartsChartplatzierungen (Jahr, Titel, Platzierungen, Wochen, Auszeichnungen, Anmerkungen) | Anmerkungen                    |
| Jahr | Titel                 | IT | Anmerkungen                    |
| ---- | --------------------- | --- | ------------------------------ |
| 1972 | Semo gente de borgata | IT6 (13 Wo.)IT | mit Wilma Goich (als Vianella) |
| 1973 | I sogni de Purcinella | IT18 (4 Wo.)IT | mit Wilma Goich (als Vianella) |

### Singles
| Jahr | Titel Album                                       | Höchstplatzierung, Gesamtwochen, AuszeichnungChartsChartplatzierungen (Jahr, Titel, Album, Platzierungen, Wochen, Auszeichnungen, Anmerkungen) | Anmerkungen                                                                   |
| Jahr | Titel Album                                       | IT | Anmerkungen                                                                   |
| ---- | ------------------------------------------------- | --- | ----------------------------------------------------------------------------- |
| 1961 | Il capello Io sono Edoardo Vianello               | IT11 (3 Wo.)IT | B-Seite: Non pensiamo al domani                                               |
| 1962 | Pinne fucile ed occhiali Io sono Edoardo Vianello | IT7 (10 Wo.)IT | B-Seite: Guarda come dondolo                                                  |
| 1962 | Guarda come dondolo –                             | IT5 (6 Wo.)IT | A-Seite: Pinne fucile ed occhiali                                             |
| 1963 | Abbronzatissima Io sono Edoardo Vianello          | IT3 Gold (2024) · (10 Wo.)IT | B-Seite: Il cicerone                                                          |
| 1963 | I Watussi –                                       | IT5 (16 Wo.)IT | B-Seite: Prendiamo in affitto una barca mit Flippers                          |
| 1963 | O mio Signore –                                   | IT1 (10 Wo.)IT | B-Seite: Non esiste più niente                                                |
| 1964 | Tremarella –                                      | IT4 (8 Wo.)IT | B-Seite: L’ultima sera                                                        |
| 1964 | Le tue nozze –                                    | IT4 (7 Wo.)IT | B-Seite: Da molto lontano                                                     |
| 1972 | Semo gente de borgata                             | IT6 (16 Wo.)IT | B-Seite: Tu padre co’ tu madre mit Wilma Goich (als Vianella)                 |
| 1972 | Amore amore, amore amore Semo gente de borgata    | IT24 (1 Wo.)IT | B-Seite: La festa de Cristo re mit Wilma Goich (als Vianella)                 |
| 1973 | Fijo mio I sogni de Purcinella                    | IT22 (2 Wo.)IT | B-Seite: Io te vojo bene mit Wilma Goich (als Vianella)                       |
| 1974 | Canto d’amore di Homeide Homeide                  | IT10 (12 Wo.)IT | B-Seite: Tenendoci per zampa mit Wilma Goich (als Vianella) und Amedeo Minghi |
| 1975 | Noi nun moriremo mai Vestiti, usciamo             | IT22 (1 Wo.)IT | B-Seite: La vita de campagna mit Vianella                                     |

## Filmografie
- 1962: Canzoni a tempo di twist
- 1963: Urlo contro melodia nel Cantagiro 1963
- 1963: Canzoni in… bikini
- 1964: I ragazzi dell’Hully Gully
- 1965: Viale della canzone
- 1965: Questi pazzi, pazzi italiani
- 1965: 008 Operazione ritmo
- 1965: Altissima pressione
- 1965: Questo pazzo, pazzo mondo della canzone
- 1982: Quando calienta el sol… vamos a la playa
- 1982: Gelati und Amore (Sapore di mare)

## Belege
1. ↑  Guido Racca: M&D Borsa Album 1964-2019. Selbstverlag, 2019, ISBN 978-1-09-470500-2, S. 305.
2. ↑  Guido Racca: M&D Borsa Singoli 1960-2019. Selbstverlag, 2019, ISBN 978-1-09-326490-6, S. 426.
3. ↑  Auszeichnungen für Musikverkäufe: IT

| Personendaten    | Personendaten                                             |
| ---------------- | --------------------------------------------------------- |
| NAME             | Vianello, Edoardo                                         |
| KURZBESCHREIBUNG | italienischer Cantautore, Musikproduzent und Schauspieler |
| GEBURTSDATUM     | 24. Juni 1938                                             |
| GEBURTSORT       | Rom                                                       |